# Кинески новомученици
Кинески новомученици су православни хришћани пострадали током Боксерског устанка у Пекингу. Прослављају се 11/24. јуна.

## Историја
Готово читава православна хришћанска заједница у Пекингу, која је бројала неколико стотина верника и налазила се ту од времена руског императора Петра Великог, пострадала је током Боксерског устанка. Вође устанка су у прокламованој борби против страног утицаја, као страни утицај препознали и хришћанску цркву, односно Кинезе који су прешли у хришћанство.
Прогоњени хришћани се нису одрекли вере, а поред Кинеза ту су били и Руси. Процењује се да је у овом периоду пострадало око 30.000 хришћана различитих деноминација, док су прикупљене мошти 222 жртве.
Начелник Руске духовне мисије у Пекингу митрополит Инокентије је 11. октобра 1901. године упознао Свети синод са страдањем поименично 222 православна Кинеза и затражио да се у њихову славу изгради спомен храм на месту уништене православне мисије у Пекингу. Указом руског императора Николаја II Александровича Романова бр. 2874 од 22. априла 1902. године, дозвољено је да се подигне храм свих светих мученика у Пекингу. По изградњи храма, мошти мученика су похрањени у његовој крипти. Око 1917. године је састављена и посебна служба за кинеске новомученике, као и икона.
За време Кинеске револуције, храм је уништен.